# Trichopsathyrus modestus
Trichopsathyrus modestus là một loài bọ cánh cứng trong họ Cerambycidae.